# Rhopalopsole bicornuta
Rhopalopsole bicornuta är en bäcksländeart som beskrevs av Jewett 1975. Rhopalopsole bicornuta ingår i släktet Rhopalopsole och familjen smalbäcksländor. Inga underarter finns listade i Catalogue of Life.